# Fyra steg i det blå (film)
Fyra steg i det blå (italienska: Quattro passi fra le nuvole) är en italiensk dramakomedi från 1942 i regi av Alessandro Blasetti.

## Roller (urval)
- Gino Cervi – Paolo Bianchi
- Adriana Benetti – Maria
- Giuditta Rissone – Clara Bianchi
- Guido Celano – Pasquale, Marias bror
- Margherita Seglin – Luisa, Marias mor
- Aldo Silvani – Luca, Marias far
- Carlo Romano – Antonio, busschauffören